# Adrian Reid
Pour les articles homonymes, voir Reid.
Adrian Reid, né le 10 mars 1985, est un footballeur international jamaïcain.

## Carrière
Reid commence sa carrière professionnelle au Waterhouse FC avant de signer avec le Portmore United en 2005. Il remporte son premier trophée en 2007 lorsqu'il glane la coupe de Jamaïque. L'année suivante, il remporte le championnat jamaïcain avec le Portmore United.
L'année du titre, il est sélectionné pour la première fois en équipe nationale jamaïcaine. Il participe à la Coupe caribéenne des nations 2008 que la Jamaïque remporte. En 2008, il fait des essais dans différentes équipes norvégiennes, à savoir le Vålerenga Fotball, Aalesunds FK et Lillestrøm. En août 2009, il est prêté à Lillestrøm pour la deuxième partie de la saison 2009. Il retourne à Portmore United en 2010.
Le 17 mars 2011, il est prêté au Vålerenga Fotball et dispute un match amical face à Liverpool. Il revient en Jamaïque durant l'été 2011.

## Palmarès
- Champion de Jamaïque en 2008 et 2012 avec Portmore United
- Vainqueur de la Coupe de Jamaïque en 2007 avec Portmore United
- Vainqueur de la Coupe caribéenne des nations 2008 avec la Jamaïque